# Sarakap
Sarakap (in armeno Սարակապ?) è un comune di 591 abitanti (2001) della provincia di Shirak in Armenia.